# Thulium(III)-bromid
Thulium(III)-bromid ist eine anorganische chemische Verbindung des Thuliums aus der Gruppe der Bromide.

## Gewinnung und Darstellung
Thulium(III)-bromid kann durch Reaktion von Thulium mit Bromwasserstoff gewonnen werden.
{\displaystyle \mathrm {2\ Tm+6\ HBr\longrightarrow 2\ TmBr_{3}+3\ H_{2}} }
Thulium(III)-bromid-hydrat kann durch Entwässerung mit Ammoniumbromid in das Anhydrat umgewandelt werden.

## Eigenschaften
Thulium(III)-bromid ist ein weißer stark hygroskopischer Feststoff mit einer Kristallstruktur von Eisen(III)-bromid-typ.